# Körtési Béla
Körtési Béla (Sztálinváros, 1955. május 6. – 2018. április 3.) magyar operatőr, fotóművész, a Magyar Filmakadémia tagja.

## Életpályája
Szülei: Körtési Béla és Mogyorósi Gizella. 1973-ban érettségizett. 1976-ban kertész üzemmérnöki diplomát szerzett a kecskeméti Kertészeti Főiskolán. 1976-1977 között az Erdészeti Tudományos Intézet Duna-Tisza közi kísérleti állomásán tudományos segédmunkatárs volt. 1977-1978 között a kecskeméti Kertészeti Főiskola tanszéki főelőadója volt. 1978-1980 között a MAFILM segédoperatőre és fotósa volt. 1985-1989 között a Színház- és Filmművészeti Egyetem operatőr szakán tanult. 1980 óta számos dokumentum-, reklám-, és tévéfilmet, néhány játékfilmet fényképezett. 1980-1985 között kameraman volt a Magyar Televíziónál. 1991 óta egyéni vállalkozóként dolgozott.

## Filmjeiből
- Növényvédőszerek raktározása (1978)
- Tes(z)tek (1986)
- A kert (1987)
- Első vizsgafilm (1989)
- Rudolfio (1989)
- Bonanza Banzáj (1990)
- Budapest a Duna gyöngye (1990)
- Cinkekirály (1991)
- Protokoll (1993)
- Bramac (1993)
- Süni és barátai (1995)
- Egy tartalékos úriember (1996)
- Bírós emberek (1997)
- Sziveri János voltam, ez volt büntetésem (1998)
- „S immár itt vagyok” (2000)
- Bárány, tánc, áldozat (2000)
- A vízüzemű Moszkvics utasai (2000)
- Tálentum (2001)
- Bozsik Yvette (2001)
- Mikor szolgának telik esztendeje (2002)
- Pejkó (2002)
- Ha csak egyetlenegy... (2003)
- Átváltozások - Labirintusszerelem (2003)
- Székelyföldi szolgasorsok (2004)
- Magamnak háttal (2005)
- Kecskemét 1956 (2005)
- Brigád blues (2005)
- A gyöngéd barbár (2005)
- Visszaszámlálás (2006)
- Táncos (2006)
- A bioszínész (2006)
- Kapocs (2008)
- Egy kutató élet (2008)
- Az utolsó borvizes (2008)
- Az erdélyi macska (2008)
- Nyáresti medvenézőben (2009)
- Héjanász a hepehupán (2010)
- Feledésbe merült eszmék??? (2010)

## Díjai
- A filmművészeti főiskolák fesztiválja (1989)
- A reklámfilmszemle legjobb operatőri díja (1993)
- A filmszemle operatőri díja (2000, 2003)

## További információ
- Faludi Ferenc Akadémia